# Дивябх Манчанда
Дивябх Манчанда е индийски дипломат.

## Биография
Роден е в Ню Делхи, Индия на 4 август 1954 г. Завършва колежа „Св. Стивънс“ към университета в Делхи и специализира в Института по технологии. Завършва магистратура в университета „Джавахарлал Неру“ в Делхи.

## Дипломатически кариера
Дивябх Манчанда започва дипломатическата си кариера през 1978 г., като постъва в Министерството на външните работи (МВнР) на Индия. Назначен е за посланик в България на 13 август 2009 г., връчва акредитивните писма на президента Георги Първанов на 3 декември 2009 г.
- 1980 – 1982 г. – трети секретар, посолство на Индия, Кайро, Египет
- 1982 – 1985 г. – втори секретар, посолство на Индия, Абу Даби, ОАЕ
- 1985 – 1988 г. – заместник началник на отдел „Протокол“, МВнР, Ню Делхи
- 1988 – 1990 г. – първи секретар в посолството в София
- 1990 – 1993 г. – първи секретар и съветник в посолството в Лисабон
- 1993 – 1997 г. – съветник, Върховен комисариат на Индия, Коломбо, Шри Ланка
- 1997 – 2002 г. – заместник генерален директор, Индийски съвет за културни връзки, Ню Делхи
- 2002 – 2005 г. – генерален консул на Индия, Торонто, Канада
- 2005 – 2007 г. – заместник-ръководител на посолството в Москва
- 2007 – 2009 г. – директор на дирекция „Евразия“ и заместник-министър, МВнР
- 2009 – 2014 г. – посланик в София